# Маркович, Серж
Се́рж Ма́ркович (серб. Срђан Марковић; родился в городе Крагуевац, Сербия, 10 июля 1970 года) — известный сербский шеф-повар, ресторатор. Ведущий кулинарных передач на российском ТВ. Автор кулинарных книг «Вкус Моря» и «Рыба. Разнообразие и простота», автор кулинарных мастер-классов на DVD.
Долгие годы осваивал кухни разных стран: работал в Болгарии, Швеции, Германии, Испании, Италии, Сербии, Черногории, Греции, Канаде… В 2005 году переехал в Москву, где основал собственный ресторан «Дикое море» (закрыт в 2011). Проводит тематические мастер-классы, занимается кейтерингом.
Автор и ведущий кулинарного шоу «Бремя обеда» на канале «Мир», «Быть Сержем МаRковичем» на TVJAM. Ведущий кулинарных программ «Дачные радости» на телеканале «Кухня ТВ» и на телеканале «Усадьба», «От нашего шефа» на телеканале «Охота и рыбалка». Также появлялся в рубрике «Вкусные советы» на телепередаче «Контрольная закупка» на Первом канале.

## Награды
В Канаде награждён поварским призом «Золотой половник», за эстетичность приготовленных блюд.
В феврале 2010 года профессиональная кулинарная книга Сержа Марковича о рыбе и морепродуктах «Вкус моря» стала финалистом престижной премии «Gourmand World Cookbook Awards» в номинации «Best Four Cookbooks in the World for Fish». Жюри международного конкурса, оценивающее публикации по кулинарии и виноделию, включило его в четвёрку лучших книг мира среди 21 страны.